# Attentat du Caire en 2019
Le 4 août 2019, une voiture a percuté trois autres voitures devant l'Institut national du cancer égyptien, dans le centre du Caire, en Égypte. Les collisions ont provoqué une explosion, tuant au moins 20 personnes et en blessant au moins 47 autres. Le lendemain, Mahmoud Tawfik, le ministre égyptien de l'Intérieur, a déclaré que la voiture contenait des explosifs et devait être utilisée dans une opération terroriste. La voiture remplie d'explosifs était en route pour commettre une attaque dans une autre partie de la capitale. Tawfik a accusé le mouvement Hasm d'avoir perpétré l'attentat, mais le groupe a nié ces allégations .